# والتر زاكس
والتر زاكس (بالألمانية: Walter Sachs)‏ هو لاعب هوكي الجليد ألماني، ولد في 15 فبراير 1891، وتوفي في القرن العشرين.

## وصلات خارجية
- والتر زاكس على موقع EliteProspects.com (الإنجليزية)
- والتر زاكس على موقع Eurohockey.com (الإنجليزية)
- والتر زاكس على موقع أوليمبيديا (الإنجليزية)